# Oreocnide rubescens
Oreocnide rubescens là loài thực vật có hoa trong họ Tầm ma. Loài này được (Blume) Miq. mô tả khoa học đầu tiên năm 1854.